# Лојев
Лојев (блр. Ло́еў; рус. Лоев) насељено је место са административним статусом варошице (городской посёлок) на крајњем југоистоку Републике Белорусије. Административно припада Лојевском рејону (чији је уједно и административни центар) Гомељске области.
Према процени из 2010. у насељу је живело 7.000 становника.

## Географија
Насеље Лојев налази се на крајњем југоистоку Белорусије, на десној обали Дњепра, на месту где се у ову реку улива њена притока Сож. Смештен је на око 92 км југозападно од административног центра рејона града Гомеља, на граници са Украјином.

## Историја
На месту данашњег насеља постојала су древна праисторијска насеља из периода милоградске културе из VIII и VII века пре нове ере, као и древно словенско насеље из XI—XIII века. Од XIV века цело подручје постаје саставни део Велике Кнежевине Литваније.
Први писани подаци о насељу Лојев потичу из 1505, и у поменутом летопису помиње се насеље Лојева Гора које су кримски Татари спалили до темеља након што су прешли Дњепар (такође се и спомињу рушилачки татарски походи из 1506, 1536. и 1538).
Крајем XVI века Лојев се помиње као утврђење и средиште Лојевског округа. Током антифеудалних ратова од 1648. до 1651. у близини Лојева одигравале су се битке између козака и Литванаца. Ту се одиграла велика битка између козачких устаника које је предводио Богдан Хмељницки и Литванаца 31. јула 1649. године.
Лојев постаје саставни део Руске Империје 1793. Крајем XIX века насеље је имало 2 православне и једну католичку школу, те синагогу, и у њему су се свакодневно одржавали трговачки сајмови. Године 1897. ту је живело 4.667 становника у 251 домаћинству.
У децембру 1926. Лојев постаје саставни део Белоруске ССР и постаје центар рејона. Године 1938. административно је уређен као варошица.
Од 1962. до 1966. био је у саставу Речичког рејона, након чега је успостављен Лојевски рејон.

## Становништво
Према процени, у варошици је 2010. живело 7.000 становника или укупно половина целокупне популације Лојевске области.